# 新市区 (乌鲁木齐市)
新市区（維吾爾語：يېڭىشەھەر رايونى‎）是中国新疆维吾尔自治区乌鲁木齐市所辖的一个市辖区。总面积为142平方公里，常住人口約101万。区人民政府駐北京路街道。

## 行政区划
新市区下辖17个街道办事处、1个镇、4个乡：
北京路街道、二工街道、三工街道、石油新村街道、迎宾路街道、喀什东路街道、八家户街道、银川路街道、南纬路街道、杭州路街道、鲤鱼山街道、百园路街道、正扬路街道、机场街道、友谊路街道、高新街街道、长春中路街道、安宁渠镇、二工乡、地窝堡乡、青格达湖乡和六十户乡。

## 人口
2020年末，根據全國第七次人口普查結果顯示：新市区常住人口为1011440人。

## 交通

### 公路
- 京新高速、 216国道、 312国道过境。

### 地鐵
- █ 乌鲁木齐地铁1号线的车站有新疆图书馆站、中营工站、小西沟站、铁路局站、体育中心站、植物园站、迎宾路口站、 三工站、宣仁墩站、大地窝堡站、国际机场站。

### 航空
- 乌鲁木齐地窝堡国际机场